# قانون جنائي دولي

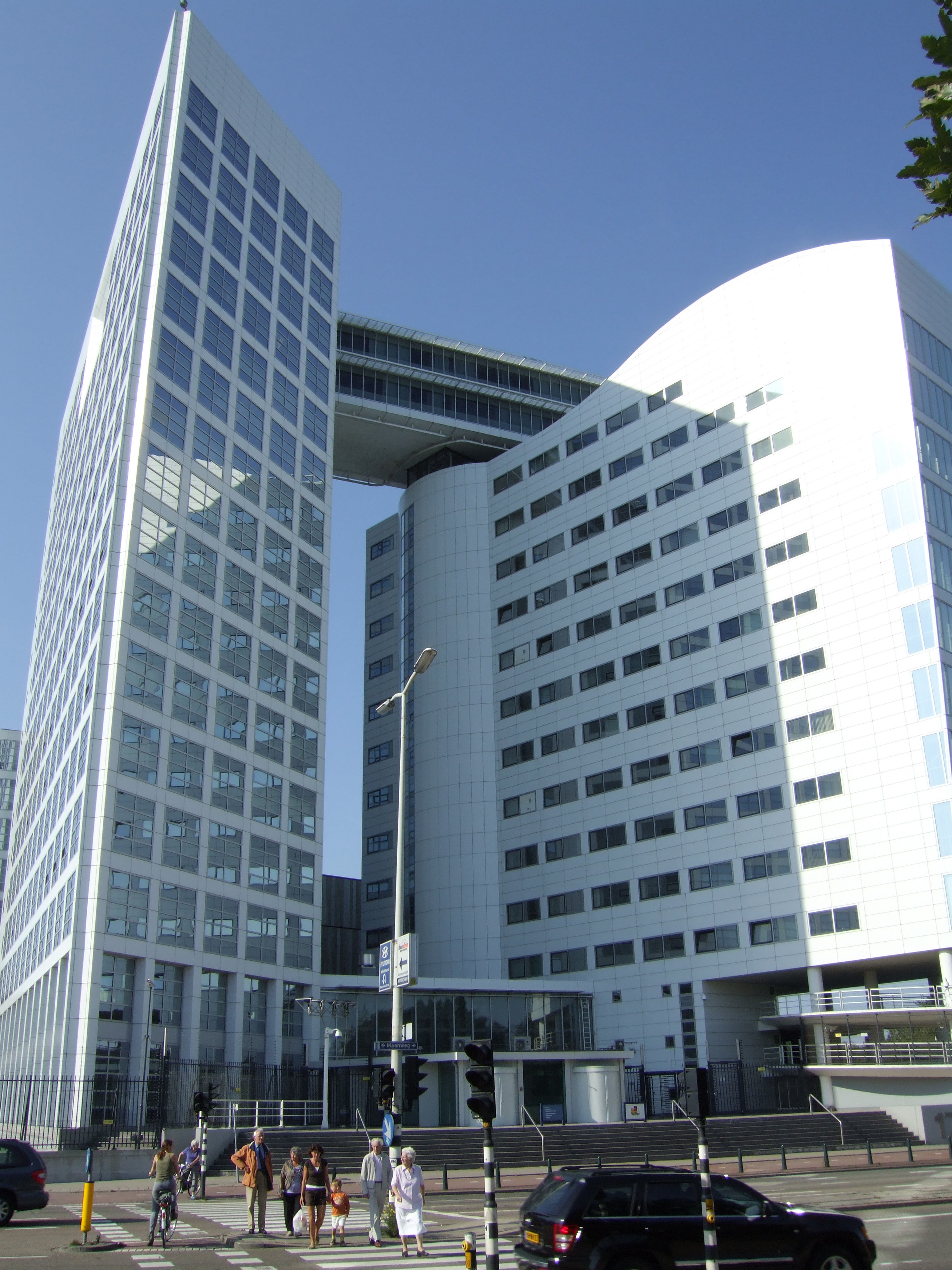

القانون الدولي الجنائي هو قسم من القانون الدولي العام المصمم لحظر فئات معينة من السلوك، يُنظر إليها عادةً بوصفها فظائع خطيرة، ويجعل مرتكبي هذا السلوك مسؤولين جنائيًا عن ارتكابه. والجرائم الأساسية بموجب القانون الدولي هي الإبادة الجماعية وجرائم الحرب والجرائم ضد الإنسانية وجريمة العدوان. وتتناول هذه المقالة أيضًا الجرائم ضد القانون الدولي، التي قد لا تكون جزءًا من متن القانون الجنائي الدولي.
ويحكم القانون الدولي «الكلاسيكي» علاقات الدول وحقوقها ومسؤولياتها. ويتعامل القانون الجنائي عمومًا مع المحظورات الموجهة للأفراد، والعقوبات الجنائية على انتهاك الحظر الذي تفرضه الدول الفردية. ومع أن مصادر القانون الجنائي الدولي هي نفس مصادر القانون الدولي، فإن عواقبه هي عقوبات جزائية تُفرض على الأفراد.

## التاريخ
يمكن العثور على بعض السوابق في القانون الجنائي الدولي في الفترة التي سبقت الحرب العالمية الأولى. ومع ذلك، لم يكن من المتصور إنشاء محكمة جرائم دولية حقيقية لمحاكمة مرتكبي الجرائم التي ارتُكبت في هذه الفترة إلا بعد الحرب. نصت معاهدة فرساي على إنشاء محكمة دولية لمحاكمة فيلهلم الثاني قيصر ألمانيا. لكن مُنح القيصر حق اللجوء إلى هولندا. وبعد الحرب العالمية الثانية، أنشأت قوات الحلفاء محكمة دولية لمحاكمة ليس فقط جرائم الحرب، بل الجرائم ضد الإنسانية التي ارتُكبت في ظل النظام النازي. وعقدت محاكمات نورمبرغ جلستها الأولى سنة 1945 وأصدرت أحكامًا في أكتوبر 1946. وأُنشئت محكمة مماثلة لجرائم الحرب اليابانية «المحكمة العسكرية الدولية للشرق الأقصى»، في الفترة 1946 - 1948.
وبعد بداية حرب البوسنة، أنشأ مجلس الأمن التابع للأمم المتحدة المحكمة الجنائية الدولية ليوغسلافيا السابقة سنة 1993، وبعد الإبادة الجماعية في رواندا، المحكمة الجنائية الدولية لرواندا سنة 1994. وبدأ العمل التحضيري لإنشاء محكمة جنائية دولية دائمة سنة 1993. سنة 1998، في مؤتمر دبلوماسي في روما، وُقع على قانون روما المنشئ للمحكمة الجنائية الدولية. أصدرت المحكمة الجنائية الدولية أوامر القبض الأولى سنة 2005.